# Dirka po Italiji 2000
Dirka po Italiji 2000 (italijansko Giro d'Italia 2000) je 83. izvedba dirke po Italiji, tritedenske moške cestne kolesarske etapne dirke. Začela se je 13. maja v Rimu in končala 4. junija v Milanu. Sodelovalo je 180 kolesarjev iz 20-ih ekip. Rožnato majico je prvič osvojil Stefano Garzelli (Mercatone Uno–Albacom), drugo mesto Francesco Casagrande (Vini Caldirola–Sidermec), tretje pa Gilberto Simoni (Lampre-Daikin). Vijolično majico je osvojil Dimitrij Konišev (Fassa Bortolo), modro majico Fabrizio Guidi (Française des Jeux), zeleno majico pa Francesco Casagrande.

## Ekipe
- Amica Chips–Tacconi Sport
- Banesto
- Cantina Tollo
- Ceramica Panaria–Gaerne
- Farm Frites
- Fassa Bortolo
- Kelme–Costa Blanca
- Française des Jeux
- Lampre-Daikin
- Linda McCartney Foods
- Liquigas–Pata
- Mapei–Quick-Step
- Mercatone Uno–Albacom
- Mobilvetta Design–Rossin
- Team Polti
- Aguardiente Néctar–Selle Italia
- Rabobank
- Saeco Macchine per Caffè–Valli & Valli
- Vini Caldirola–Sidermec
- Vitalicio Seguros

## Etape
| Etapa | Datum    | Štart/Cilj                      | Razdalja    | Tip         | Tip                  | Zmagovalec                        |             |
| ----- | -------- | ------------------------------- | ----------- | ----------- | -------------------- | --------------------------------- | ----------- |
| P     | 13. maj  | Rim                             | 4,6 km      |             | posamični kronometer | Jan Hruška (CZE)                  |             |
| 1     | 14. maj  | Rim – Terracina                 | 125 km      |             | ravninska etapa      | Ivan Quaranta (ITA)               |             |
| 2     | 15. maj  | Terracina – Maddaloni           | 225 km      |             | hribovita etapa      | Cristian Moreni (ITA)             |             |
| 3     | 16. maj  | Paestum – Scalea                | 177 km      |             | ravninska etapa      | Ján Svorada (CZE)                 |             |
| 4     | 17. maj  | Scalea – Matera                 | 233 km      |             | ravninska etapa      | Mario Cipollini (ITA)             |             |
| 5     | 18. maj  | Matera – Peschici               | 232 km      |             | hribovita etapa      | Danilo Di Luca (ITA)              |             |
| 6     | 19. maj  | Peschici – Vasto                | 160 km      |             | ravninska etapa      | Dimitrij Konišev (RUS)            |             |
| 7     | 20. maj  | Vasto – Teramo                  | 182 km      |             | ravninska etapa      | David McKenzie (AUS)              |             |
| 8     | 21. maj  | Corinaldo – Prato               | 265 km      |             | hribovita etapa      | Axel Merckx (BEL)                 |             |
| 9     | 22. maj  | Prato – Abetone                 | 138 km      |             | gorska etapa         | Francesco Casagrande              |             |
| 10    | 23. maj  | San Marcello Pistoiese – Padova | 253 km      |             | ravninska etapa      | Ivan Quaranta (ITA)               |             |
| 11    | 24. maj  | Lignano Sabbiadoro – Bibione    | 45 km       |             | posamični kronometer | Víctor Hugo Peña (COL)            |             |
|       | 25. maj  | dan počitka                     | dan počitka | dan počitka | dan počitka          | dan počitka                       | dan počitka |
| 12    | 26. maj  | Bibione – Feltre                | 184 km      |             | hribovita etapa      | Enrico Cassani (ITA)              |             |
| 13    | 27. maj  | Feltre – Sëlva                  | 186 km      |             | gorska etapa         | José Luis Rubiera (ESP)           |             |
| 14    | 28. maj  | Sëlva – Bormio                  | 203 km      |             | gorska etapa         | Gilberto Simoni (ITA)             |             |
| 15    | 29. maj  | Bormio – Brescia                | 180 km      |             | ravninska etapa      | Biagio Conte (ITA)                |             |
| 16    | 30. maj  | Brescia – Meda                  | 102 km      |             | ravninska etapa      | Fabrizio Guidi (ITA)              |             |
| 17    | 31. maj  | Meda – Genova                   | 236 km      |             | hribovita etapa      | Álvaro González de Galdeano (ESP) |             |
| 18    | 1. junij | Genova – Prato Nevoso           | 173 km      |             | gorska etapa         | Stefano Garzelli (ITA)            |             |
| 19    | 2. junij | Saluzzo – Briançon (Francija)   | 176 km      |             | gorska etapa         | Paolo Lanfranchi (ITA)            |             |
| 20    | 3. junij | Briançon (Francija) – Sestriere | 32 km       |             | gorski kronometer    | Jan Hruška (CZE)                  |             |
| 21    | 4. junij | Torino – Milano                 | 189 km      |             | ravninska etapa      | Mariano Piccoli (ITA)             |             |
|       | Skupaj   | Skupaj                          | 3676 km     | 3676 km     | 3676 km              | 3676 km                           | 3676 km     |

## Razvrstitev po klasifikacijah
| Etapa  | Zmagovalec                  | Rožnata majica ·       | Vijolična majica · | Zelena majica ·      | Modra majica ·  | Ekipno po času          | Ekipne po točkah |
| ------ | --------------------------- | ---------------------- | ------------------ | -------------------- | --------------- | ----------------------- | ---------------- |
| P      | Jan Hruška                  | Jan Hruška             | brez               | brez                 | brez            | brez                    | brez             |
| 1      | Ivan Quaranta               | Mario Cipollini        | Ivan Quaranta      | Alessandro Petacchi  | Mario Cipollini | Française des Jeux      | Team Polti       |
| 2      | Cristian Moreni             | Cristian Moreni        | Cristian Moreni    | Karsten Kroon        | Matteo Tosatto  | Liquigas–Pata           | Team Polti       |
| 3      | Ján Svorada                 | Cristian Moreni        | Matteo Tosatto     | Karsten Kroon        | Matteo Tosatto  | Liquigas–Pata           | Team Polti       |
| 4      | Mario Cipollini             | Cristian Moreni        | Mario Cipollini    | Karsten Kroon        | Matteo Tosatto  | Liquigas–Pata           | Team Polti       |
| 5      | Danilo Di Luca              | Matteo Tosatto         | Matteo Tosatto     | Karsten Kroon        | Matteo Tosatto  | Liquigas–Pata           | Fassa Bortolo    |
| 6      | Dimitrij Konišev            | Matteo Tosatto         | Matteo Tosatto     | Karsten Kroon        | Matteo Tosatto  | Liquigas–Pata           | Fassa Bortolo    |
| 7      | David McKenzie              | Matteo Tosatto         | Dimitrij Konišev   | Karsten Kroon        | Matteo Tosatto  | Liquigas–Pata           | Fassa Bortolo    |
| 8      | Axel Merckx                 | José Enrique Gutiérrez | Dimitrij Konišev   | Karsten Kroon        | Fabrizio Guidi  | Mapei–Quick-Step        | Team Polti       |
| 9      | Francesco Casagrande        | Francesco Casagrande   | Dimitrij Konišev   | Karsten Kroon        | Fabrizio Guidi  | Mapei–Quick-Step        | Fassa Bortolo    |
| 10     | Ivan Quaranta               | Francesco Casagrande   | Dimitrij Konišev   | Karsten Kroon        | Fabrizio Guidi  | Mapei–Quick-Step        | Fassa Bortolo    |
| 11     | Víctor Hugo Peña            | Francesco Casagrande   | Dimitrij Konišev   | Karsten Kroon        | Fabrizio Guidi  | Vini Caldirola–Sidermec | Fassa Bortolo    |
| 12     | Enrico Cassani              | Francesco Casagrande   | Dimitrij Konišev   | Karsten Kroon        | Fabrizio Guidi  | Vini Caldirola–Sidermec | Fassa Bortolo    |
| 13     | José Luis Rubiera           | Francesco Casagrande   | Dimitrij Konišev   | Francesco Casagrande | Fabrizio Guidi  | Mapei–Quick-Step        | Fassa Bortolo    |
| 14     | Gilberto Simoni             | Francesco Casagrande   | Dimitrij Konišev   | José Jaime González  | Fabrizio Guidi  | Mapei–Quick-Step        | Fassa Bortolo    |
| 15     | Biagio Conte                | Francesco Casagrande   | Dimitrij Konišev   | José Jaime González  | Fabrizio Guidi  | Mapei–Quick-Step        | Fassa Bortolo    |
| 16     | Fabrizio Guidi              | Francesco Casagrande   | Dimitrij Konišev   | José Jaime González  | Fabrizio Guidi  | Mapei–Quick-Step        | Fassa Bortolo    |
| 17     | Álvaro González de Galdeano | Francesco Casagrande   | Dimitrij Konišev   | José Jaime González  | Fabrizio Guidi  | Mapei–Quick-Step        | Fassa Bortolo    |
| 18     | Stefano Garzelli            | Francesco Casagrande   | Dimitrij Konišev   | Francesco Casagrande | Fabrizio Guidi  | Mapei–Quick-Step        | Fassa Bortolo    |
| 19     | Paolo Lanfranchi            | Francesco Casagrande   | Dimitrij Konišev   | José Jaime González  | Fabrizio Guidi  | Mapei–Quick-Step        | Fassa Bortolo    |
| 20     | Jan Hruška                  | Stefano Garzelli       | Dimitrij Konišev   | Francesco Casagrande | Fabrizio Guidi  | Mapei–Quick-Step        | Fassa Bortolo    |
| 21     | Mariano Piccoli             | Stefano Garzelli       | Dimitrij Konišev   | Francesco Casagrande | Fabrizio Guidi  | Mapei–Quick-Step        | Fassa Bortolo    |
| Skupaj | Skupaj                      | Stefano Garzelli       | Dimitrij Konišev   | Francesco Casagrande | Fabrizio Guidi  | Mapei–Quick-Step        | Fassa Bortolo    |

## Končna razvrstitev
| Legenda | Legenda                                  | Legenda | Legenda                                       |
| ------- | ---------------------------------------- | ------- | --------------------------------------------- |
|         | Predstavlja vodilnega v skupnem seštevku |         | Predstavlja vodilnega v razvrstitvi Intergiro |
|         | Predstavlja vodilnega po točkah          |         | Predstavlja vodilnega v gorski razvrstitvi    |